# Pre-Romeins Iberië
Pre-Romeins Iberië.

## IJzertijd

### 10e eeuw v.Chr.
- Eerste contacten tussen de Feniciërs en het Iberië (langs de mediterrane kust).
- Ontwikkeling van Tartessos, de eerste Iberische Staat genoemd in schrift. Tartessos was een gecentraliseerd koninkrijk onder Fenicische invloed dat commerciële relaties met wat nu de Algarve heet onderhield, bewoond door de Cynetes of Cunetes, en Portugese Estremadura.
- Opkomst van steden en dorpen in de zuidelijke kustgebieden van het westelijke Iberisch Schiereiland.

### 9e eeuw v.Chr.
- Vestiging van de kolonie Carthago (in Noord-Afrika) door de stadstaat Tyrus).
- Vestiging van de Fenicische kolonie Gadir (modern Cádiz) bij Tartessos. Er zijn geen gegevens dat de Feniciërs ten westen van de Straat van Gibraltar kwamen. De Fenicische invloed in wat nu Portugees gebied is liep via culturele en commerciële uitwisseling met Tartessos.
- Feniciërs introduceren op het Iberisch Schiereiland het gebruik van ijzer, het pottenbakkerswiel en de productie van olijfolie en wijn.
- Er wonen mensen in Olissipona (modern Lissabon en Estremadura) met duidelijk mediterrane invloeden. De mythe van een Fenicische stichting van Lissabon in de 13e eeuw v.Chr. onder de naam Alis Ubbo ("Veilige Haven") klopt niet.

### 8e eeuw v.Chr.
Sterke Fenicische invloed in Balsa (modern Tavira in de Algarve).

### 7e eeuw v.Chr.
- Sterke Tartessian invloed in de Algarve.
- Tweede golf van Indo-Europese migratie (Kelten van de Hallstattcultuur?) in Portugees gebied.

### 6e eeuw v.Chr.
- Verval van de Fenicische kolonisatie van de mediterrane kust van Iberië.
- Val van Tartessos.
- Begin van Griekse vestiging op het Iberisch Schiereiland, op de oostelijke kust (modern Catalonië). Er zijn geen Griekse kolonies ten westen van de Straat van Gibraltar, alleen ontdekkingsreizen.
- Opkomst van Carthago, dat langzaam de Feniciërs in haar vorige kolonies verdringt.
- Fenicisch beïnvloed Tavira wordt door geweld verwoest.
- Culturele verschuiving in Zuid-Portugal na de val van Tartessos, met een sterk mediterraan karakter. Dit treedt vooral in de Alentejo en de Algarve op, maar heeft uitbreidingen naar de Taag (de belangrijke stad Bevipo, modern Alcácer do Sal).
- Eerste vorm van schrift in het westelijk Iberisch schiereiland; het Zuidwest script (moet nog ontcijferd worden), dat duidt op sterke Tartessiaanse invloed en gebruik van gemodificeerd Fenicisch. In deze geschriften komt het woord Conii (gelijk aan Cunetes of Cynetes, het volk van de Algarve, regelmatig voor.
- Het gedicht Ora Maritima, door Avienus in de 4e eeuw v.Chr. en gebaseerd op de Massilische Periplus van de 6e eeuw v.Chr., stelt dat het hele westelijke Iberisch Schiereiland eens naar haar inwoners de Oestriminis heette, die later verdreven zijn door een invasie van Saephe of Ophis (betekent Slangen). Vanaf die tijd zou westelijk Iberia bekend zijn als Ophiussa (Land van de Slangen). Het gedicht vertaalt misschien de invloed van de tweede golf van Indo-Europese migraties (Kelten) in de 7e eeuw v.Chr. Het gedicht noemt ook verschillende andere stammen:
- De Saephe of Ophis, waarschijnlijk Hallstattcultuur Kelten, wonen in heel westelijk Iberia tussen de Douro en de Sado rivieren.
- De Cempsi, waarschijnlijk Hallstattcultuur Kelten, bij de monding van de Taag en naar het zuiden tot de Algarve.
- De Cynetes of Cunetes in het uiterste zuiden en in sommige steden langs de Atlantische kust.
- De Dragani, Kelten of Proto-Kelten van de eerste Indo-Europese golf, in het berggebied van Galicië, Noord-Portugal, Asturië en Cantabrië.
- De Lusis, misschien de eerste referentie aan de Lusitaniërs, net als de Dragani Kelten van de eerste Indo-Europese golf.

### 5e eeuw v.Chr.
- Verdere ontwikkeling van sterke Centraal-Europese invloed.
- Eerste geslagen munten en het gebruik van geld.
- Ontdekkingsreizen door de Carthagers in de Atlantische Oceaan.
- De Griekse historicus Herodotus van Halicarnassus noemt het woord Iberia.
- Bloei van Tavira.

### 4e eeuw v.Chr.
- De Celtici, een nieuwe golf Kelten van de La Tènecultuur) dringen diep in het Portugese gebied door en vestigen zich in de Alentejo en dringen de Algarve binnen.
- Rome begint op te komen als mediterrane macht als rivaal van Carthago.

### 3e eeuw v.Chr.
- De Eerste Punische Oorlog (264 v.Chr.-241 v.Chr.) tussen Rome en Carthago. Rome wint.